# マーカス・ブラウン (サッカー選手)
マーカス・ブラウン（1997年12月18日 - ）はイングランドのサッカー選手。ポジションはMF。AFCウィンブルドン所属。

## 経歴
8歳でウェストハム・ユナイテッドFCのアカデミーに入団し、2015年11月12日にトップチームと契約した。2017年1月20日にウィガン・アスレティックFCに期限付き移籍した。2018年7月24日、オックスフォード・ユナイテッドFCに1年間の期限付き移籍をした。オックスフォードでは計44試合9得点の成績を残した。
2019年7月26日、ミドルズブラFCと4年契約を結んだ。2020年1月9日にオックスフォードに再度期限付き移籍した。
2022年1月31日、オックスフォード・ユナイテッドFCへ完全移籍。
2025年1月14日、AFCウィンブルドンに移籍した。